# Quản lý nội dung doanh nghiệp
Quản lý nội dung doanh nghiệp (thường được gọi tắt là ECM lấy từ chữ cái đầu của các từ tiếng Anh Enterprise content management), hay quản lý nội dung các tài liệu trong doanh nghiệp, là việc số hóa các tài liệu trong doanh nghiệp để quản lý (bằng công cụ máy tính).

## Khái quát
Trong các doanh nghiệp thì phần tài liệu (giấy tờ, công văn, hình ảnh) phát sinh rất nhiều, việc quản lý theo truyền thống lưu trữ bằng giấy có rất nhiều khuyết điểm như tốn chi phí, bảo mật, tìm kiếm, mức độ rủi ro. ECM được đề cập đến như một giải pháp thay thế, phần tài liệu sẽ được số hóa để quản lý. Ngoài ra ECM còn còn quản lý những phần ngoài tài liệu như nội dung trang web, quản lý phiên bản tài liệu (một tài liệu có thể có rất nhiều phiên bản từ lúc hình thành cho đến khi kết thúc)....

## Các thành phần
Các hệ quản trị ECM có nói chung có thể chia ra làm bốn mục chính:
- Thu thập dữ liệu: làm thao tác lấy dữ liệu từ những nguồn khác nhau như văn bản tài liệu giấy, các tài liệu điện tử (văn bản, bảng tính, bản trình chiếu...), dữ liệu âm thanh, hình, phim ảnh. Liên quan đến các công nghệ nhận dạng, tạo chỉ mục, phân loại.
- Lưu trữ dữ liệu: đưa các dữ liệu nhập vào cất giữ, quản lý như sao lưu/phục hồi. Liên quan thiết bị lưu trữ (ổ đĩa cứng, băng từ, CD-ROM...), công nghệ lưu trữ ?, thời hạn lưu trữ
- Phân phối: cách đưa dữ liệu đến người dùng, liên quan đến tính bảo mật (tài khoản/quyền hạn), tìm kiếm, hiển thị, ứng dụng hiển thị, định dạng file xuất
- Quản lý: khái niệm chung có thể hiểu bao gồm cả ba mục còn lại. Các phần quản lý bao gồm quản trị cơ sở dữ liệu, quản lý hệ thống, quản lý người dùng

## Những phần có thể áp dụng ECM
- Quản lý tài liệu (Document Managerment).
- Quản lý luồng công việc (workflow).
- Quản lý nội dung web (Web content Managerment).
- Quản lý hồ sơ (Records Management).

## Một số hệ thống ECM hiện có
- 1C:Quản lý văn bản (ECM)
- Documentum,
- Alfresco,
- Laserfiche,
- OpenText,
- FileNet,
- SharePoint,
- ILINX

Hầu hết các ECM trên đều là giải pháp có phí do các hãng lớn cung cấp như: FileNet từ IBM, SharePoint của Microsoft, "1C:Quản lý văn bản Corp (ECM)" của hãng 1C, Documentum của EMC Corporation,.... Trong đó có Alfresco là giải pháp Quản lý tài liệu mã nguồn mở và miễn phí.